# Mudanças climáticas em 2021
Este verbete documenta eventos notáveis, resultados de pesquisas, efeitos e respostas relacionados ao aquecimento global e às mudanças climáticas durante o ano de 2021.

## Resumo
- 26 de fevereiro: O Relatório de Síntese das Nações Unidas sobre as Contribuições Nacionalmente Determinadas no âmbito do Acordo de Paris afirmou que "as reduções estimadas referidas nos parágrafos (sobre as emissões de gases de efeito estufa) estão muito aquém do que é necessário, demonstrando a necessidade das partes de fortalecer ainda mais seus compromissos de mitigação declarados no Acordo de Paris".[1]
- 21 de junho: a Organização Meteorológica Mundial escreveu que "2021 é um ano decisivo para a ação climática, com a janela de oportunidade para evitar os piores impactos das mudanças climáticas - que incluem secas, inundações e tempestades cada vez mais intensas - que está se fechando rapidamente."[2]
- 28 de julho: uma continuação do Alerta Mundial de Cientistas sobre a Emergência Climática de 2019[3] observou "um aumento sem precedentes em desastres relacionados ao clima desde 2019" e afirmou que há "evidências crescentes de que estamos nos aproximando ou já ultrapassamos os limites associados a partes críticas do sistema terrestre".[4]
- 6 de setembro: editores de mais de 200 periódicos de saúde publicaram um editorial conjunto afirmando "A ciência é inequívoca; um aumento global de 1,5°C acima da média pré-industrial e a perda contínua de biodiversidade podem causar danos catastróficos à saúde que serão impossíveis de reverter... A maior ameaça à saúde pública global é o fracasso contínuo dos líderes mundiais em manter o aumento da temperatura global abaixo de 1,5°C e restaurar a natureza."[5]
- 30 de setembro: O secretário-geral da ONU, Antonio Guterres, afirmou que "o tempo está se esgotando. Os pontos de inflexão climáticos irreversíveis estão assustadoramente próximos." Ele pediu mais ambição, já que os atuais PADs levarão a um aumento de 2,7°C, afirmando que "todos os líderes devem reconhecer que estamos no meio de uma emergência climática".[6]

## Medições e estatísticas

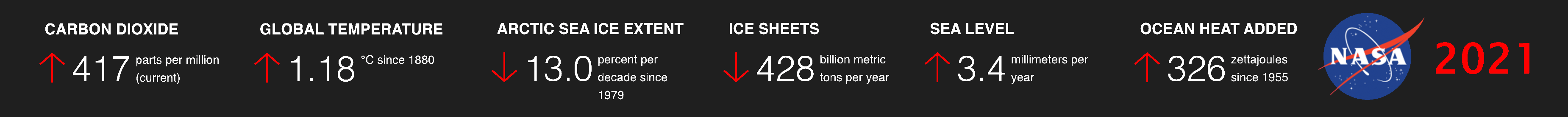
"Sinais vitais do planeta", apresentado pela NASA em 31 de dezembro de 2021 (Dióxido de Carbono: 417 partes por milhão atualmente; Temperatura global: +1.18°C desde 1880; Extensão da cobertura de gelo no oceano ártico: diminuição de 13% por década desde 1979; Manto de gelo: diminuição de 428 toneladas métricas por ano; Nível do mar: +3.4 milimetros por ano; Aumento da temperatura dos oceanos: +326 zettajoules desde 1955.

- 25 de janeiro: um artigo de review publicado na The Cryosphere relatou que a Terra perdeu 28 trilhões de toneladas de gelo entre 1994 e 2017, 68% devido ao derretimento atmosférico e 32% ao derretimento oceânico.[8] A taxa de perda de gelo aumentou 57% desde a década de 1990 - de 0,8 para 1,2 trilhão de toneladas por ano - elevando o nível do mar global em 34,6 ± 3,1 mm naquele período.[8]
- 9 de fevereiro: um estudo publicado na Environmental Research concluiu que partículas finas no ar (PM 2,5 ) causadas pela queima de combustíveis fósseis causam 8,7 milhões de mortes prematuras anualmente, incluindo China (2,4 milhões), Índia (2,5 milhões) e partes do leste dos EUA, Europa e sudeste da Ásia.[9]
- 16 de fevereiro: os resultados do estudo publicados no PNAS (período do estudo: 1990-2018) relataram avanços generalizados e prolongamento das estações do pólen (até 20 dias) e aumentos nas concentrações de pólen (até 21%) em toda a América do Norte, com influência humana no sistema climático contribuindo com cerca de 50% da tendência nas estações do pólen e cerca de 8% da tendência nas concentrações de pólen..[10]
- Circulação meridional de capotamento do Atlântico:

- 25 de fevereiro: um artigo da Nature Geoscience relatou um declínio "sem precedentes" (desde 400 DC) no século XX da circulação meridional de capotamento do Atlântico, que está agora em seu estado mais fraco em mais de 1.000 anos. A circulação meridional redistribui o calor no planeta e tem um grande impacto no clima. Em particular, sua fraqueza, que inclui a Corrente da Flórida e a Corrente do Golfo, neutraliza seu efeito moderador no clima na Europa.

5 de agosto: um estudo publicado na Nature Climate Change apresentou "evidências empíricas espacialmente consistentes de que, no decorrer do século passado, a circulação meridional pode ter evoluído de condições relativamente estáveis para um ponto próximo a uma transição crítica".
- Fevereiro: medições do Observatório Mauna Loa mostraram que, pela primeira vez, os níveis do CO2 atmosférico alcançaram 417 partes por milhão (ppm), uma concentração 50% maior do que o nível pré-industrial de 278 ppm.[14]
- 8 de março: um estudo publicado na Nature Climate Change - sobre os efeitos combinados do aumento médio do nível do mar global e da subsidência natural e induzida pelo homem - estimou que regiões costeiros em decadência podem experimentar localmente um aumento relativo do nível do mar até quatro vezes maior do que poderia ser atribuído ao aumento global do nível do mar sozinho.[15]
- 17 de março: um estudo da Federação Internacional das Sociedades da Cruz Vermelha e do Crescente Vermelho estimou que, globalmente, entre setembro de 2020 e fevereiro de 2021, 12,5 milhões de pessoas foram deslocadas por impactos adversos das mudanças climáticas, a média anual foi superior a 20 milhões.[16]
- 17 de março: um estudo publicado na Nature estimou que a perturbação do carbono armazenado nos fundos marinhos pela pesca de arrasto pode re-mineralizar o carbono sedimentado em CO2 em quantidades equivalentes a 15-20% do CO2 absorvido pelo oceano a cada ano e comparável ao da agricultura terrestre.[17]
- 18 de março: um estudo aceito para publicação na Environmental Research Letters estimou que a gravidade dos impactos da onda de calor e da seca na produção agrícola na Europa praticamente triplicou nos 50 anos anteriores, de -2,2 (1964-1990) para -7,3% (1991-2015)[18]
- 1º de abril: um estudo publicado na Nature Climate Change estimou que a mudança climática antropogênica reduziu a produtividade total dos fatores agrícolas globais em cerca de 21% desde 1961, e de 26 a 34% em regiões mais quentes como África, América Latina e Caribe.[19]
- 7 de abril: NOAA relatou que os níveis de dióxido de carbono foram mais altos do que em qualquer momento nos últimos 3,6 milhões de anos, no período quente do Plioceno Médio, quando o nível do mar estava cerca de 24 m (78 pés) mais alto do que hoje e a temperatura média era de cerca de 4 ° C (7°F) mais alto do que em tempos pré-industriais.[20]
- Redefinição da NOAA de "médio" e "normal":

- Abril: O Centro de Previsão do Clima (CPC) da NOAA declara que usará 1991-2020 como o novo período de registro de 30 anos, com o número "médio" de tempestades do Atlântico mencionadas aumentando de 12 para 14, furacões de 6 para 7 e grandes furacões permanecendo em 3; Os números do Pacífico Oriental e do Pacífico Central permanecem inalterados entre 1981-2010.
- Maio: O NCEI da NOAA substitui os dados de tempo e clima de 1981-2010 com dados de 1991-2020 para alterar sua designação de "Clima Normal", resultando em menos dias sendo caracterizados como tendo temperatura "acima do normal".

- 28 de abril: um estudo publicado na Nature atribuiu 21 ± 3% do aumento do nível do mar observado de 2000-2019 ao derretimento das geleiras (267 ± 16 gigatoneladas por ano) e identificou uma aceleração de perda de massa de 48 ± 16 gigatoneladas por ano por década.[23]
- 11 de maio: um estudo publicado na Nature Communications estimou que a mudança no uso da terra afetou 32% da área global de terra de 1960 a 2019, cerca de quatro vezes maior do que o estimado anteriormente.[24]
- 20 de maio: O Programa de Monitoramento e Avaliação do Ártico relatou que, de 1971 a 2019, a média anual da temperatura do ar próximo à superfície do Ártico aumentou 3,1°C, três vezes mais rápido do que a média global.[25]
- 21 de maio: um estudo publicado na Geophysical Research Letters relatou que, apesar do maior aquecimento bruto em altas latitudes, os trópicos têm maior aquecimento normalizado e realmente experimentaram mais eventos de calor recordes de 1960 a 2019.[26]
- 24 de maio: um estudo publicado na Nature Geoscience relatou que o mercúrio no gelo derretido da Groenlândia é duas ordens de magnitude maior do que nos rios árticos, e, responsável por cerca de 10% do fluxo fluvial global estimado, estimou que seja globalmente significativo.[27]
- 31 de maio: um estudo publicado na Nature Climate Change concluiu que 37% das mortes relacionadas ao calor na estação quente de 1991–2018 podem ser atribuídas à mudança climática antropogênica e que o aumento da mortalidade é evidente em todos os continentes.[28]
- 4 de junho: um estudo publicado na Science Advances concluiu que estimativas anteriores das emissões de CO2 causadas pelo cultivo humano de turfeiras de 1750–2018 devem ser aumentadas em 18% para contabilizar as emissões das turfeiras cultivadas do norte no cálculo do orçamento de carbono.[29]
- 15 de junho: um estudo aceito para publicação na Geophysical Research Letters relatou que as observações de satélite e in situ mostram de forma independente uma duplicação aproximada do desequilíbrio de energia da Terra (EEI) de meados de 2005 a meados de 2019.[30]
- 28 de julho: um estudo publicado na Nature Communications revelou um desequilíbrio energético global positivo significativo com base em observações de satélite de 2001–2020 e concluiu que há menos de 1% de probabilidade de que esse desequilíbrio possa ser explicado pela variabilidade interna natural do sistema climático.[31]
- 31 de agosto: a OMM publicou um Atlas de Mortalidade e Perdas Econômicas por Tempo, Clima e Extremos de Água (1970-2019), indicando que o número de desastres aumentou por um fator de cinco, impulsionado por mudanças climáticas, condições meteorológicas mais extremas e melhoras nos registros; mas por causa da melhoria dos alertas precoces e da gestão de desastres, o número de mortes diminuiu quase três vezes.[32]
- 1 de setembro: um estudo publicado na Nature constatou que desde 2001, os incêndios na floresta amazônica impactaram potencialmente faixas de 77,3-85,2% das espécies ameaçadas da região, reduzindo a biodiversidade que contribui para a estabilidade ecológica e climática da Bacia Amazônica.[33]
- Outubro: O Status dos Recifes de Coral do Mundo da Rede Global de Monitoramento de Recifes de Coral relatou que "entre 2009 e 2018, houve uma perda progressiva de 14% dos corais dos recifes de coral do mundo, o que é mais do que todos os corais atualmente morando nos recifes de coral da Austrália".[34]

## Eventos e fenômenos naturais
- 7 de fevereiro: uma avalanche de rocha-gelo no distrito de Chamoli, nas montanhas do Himalaia indiana, matou dezenas e deixou centenas desaparecidas.[35] A contagem de mortes cresceu para 204, com 27 milhões de metros cúbicos de rocha e gelo desmoronando.[36]
- Março: uma breve revisão científica de > 90 artigos científicos revisados por pares relatou consenso de que o aquecimento dos oceanos devido à mudança climática induzida pelo homem provavelmente está alimentando ciclones tropicais mais poderosos com taxas de precipitação aumentadas (por meio de aumento da umidade atmosférica), o aumento da potência e o aumento do nível do mar, amplificando as inundações.[37] Os modelos projetam que algumas regiões experimentarão aumentos em rápida intensificação, uma migração em direção ao pólo da latitude de intensidade máxima ou uma desaceleração do movimento de avanço das tempestades.[37] A maioria dos estudos de modelos climáticos projeta que o número anual de ciclones tropicais diminua ou permaneça aproximadamente o mesmo.[37]
- 5 de março: um artigo publicado na Science concluiu que a Oscilação Multidecadal do Atlântico não é uma oscilação multidecadal interna (40 a 60 anos) distinta do ruído climático, mas é uma manifestação de efeitos concorrentes no tempo de gases de efeito estufa antropogênicos e sulfato aerossóis.[38]
- 11 de março: um artigo de review publicado na Frontiers in Forests and Global Change concluiu que o aquecimento por não agentes não-CO2 (especialmente CH4 e N2O) na bacia amazônica compensa amplamente - e muito provavelmente excede - o efeito de mitigação das mudanças climáticas da captação de CO2.[39]
- 22 de março: um estudo publicado na Geophysical Research Letters concluiu que o declínio acelerado no armazenamento de água terrestre (TWS) causado pelo derretimento do gelo glacial foi o principal impulsionador de uma rápida deriva do pólo norte geográfico para o leste após a década de 1990.[40]
- 26 de março: a data de floração completa das cerejeiras em Kyoto, Japão - quando a maioria dos botões está aberta aos céus - ocorreu mais cedo do que em qualquer momento, desde que os registros começaram no ano 812 DC; historicamente, a data de floração ocorre por volta de 17 de abril.[41]
- 9 de abril: um estudo publicado na Nature Communications citando várias linhas complementares de evidência, relatou que bactérias oxidantes de metano (MOB) que vivem na casca de Melaleuca quinquenervia (uma árvore de casca de papel comum na Austrália) reduziram as emissões de metano em 36 ± 5%.[42]
- 13 de abril: um estudo de moscas da fruta publicado na Nature Communications descobriu que a temperatura na qual a fertilidade masculina é perdida é muito mais baixa do que os limites térmicos críticos (CTLs) para sobrevivência, sugerindo que as espécies, especialmente as tropicais, são mais vulneráveis à extinção do que se presumia anteriormente, e que a evolução e a plasticidade dificilmente resgatam as populações da extinção.[43]
- 16 de abril: a Science publicou os resultados de um estudo de florestas boreais, concluindo que os incêndios florestais mudaram a dominância das árvores de abetos negros de crescimento lento para árvores caducas de folha larga de crescimento rápido, resultando em um aumento líquido no armazenamento de carbono e sugerindo potencial mitigação do efeito de feedback de incêndios florestais boreais ao aquecimento global.[44]
- 17 de abril: os ventos do tufão Surigae intensificaram-se rapidamente em 170 km/h (105 mph) em 36 horas para atingir 306 km/h (190 mph), tornando-se o tufão, ciclone ou furacão mais forte já observado em fevereiro, março, abril ou maio.[45]
- 18 de junho: um estudo publicado na Nature Communications - contabilizando o aumento do nível do mar, a tempestade e o aumento das ondas em costas abertas expostas - estimou que as horas de galgamento anuais agregadas globalmente aumentaram quase 50% nas duas décadas anteriores.[46]
- Final de junho: a onda de calor da América do Norte Ocidental de 2021 estabeleceu um novo recorde histórico de temperatura canadense de 49,6°C (121,28 ° F), a World Weather Attribution conclui que ondas de calor de tal intensidade seriam pelo menos 150 vezes mais raras sem indução humana das Alterações Climáticas.[47]
- 14 de julho: estudo publicado na Nature constatou que a intensificação da estação seca e o aumento do desmatamento parecem promover maiores emissões de carbono na Amazônia oriental, em linha com estudos que indicam aumento da mortalidade de árvores em decorrência das mudanças climáticas ao longo do Amazônia.[48]
- 10 de agosto: estudando a onda de calor de 2020 na Sibéria, um estudo publicado no PNAS sugeriu que hidratos de gás aprisionados em formações rochosas de carbonato tornaram-se instáveis, possivelmente "adicionando quantidades desconhecidas de metano à atmosfera em um futuro próximo" - além daquele há muito conhecido por ser produzido a partir da decomposição microbiana da matéria orgânica.[49]
- 14 de agosto: o pico> 3000m do manto de gelo da Groenlândia experimentou chuva pela primeira vez conhecida na história registrada, em um dos nove casos nos últimos 2.000 anos em que a temperatura excedeu o ponto de congelamento.[50]

## Ações e declarações de metas

### Ciência e Tecnologia
- 8 de fevereiro: XPrize anunciou um concurso para conceder seu maior prêmio de todos os tempos, $100 milhões doados por Elon Musk a serem concedidos em 2025, para a tecnologia de remoção de carbono do ar ou da água.[51] As inscrições vencedoras devem mostrar capacidade de expansão para remover bilhões de toneladas métricas de carbono.[51]
- Fevereiro: a Porsche anunciou testes para começar em 2022 para desenvolver combustível sintético que afirma ter o mesmo "impacto de ciclo de vida" - CO2 produzido ao longo de toda a manufatura e venda - dos veículos elétricos.[52]
- Fevereiro e anteriores: a Aptera Motors indicou que produziria em 2021 um veículo elétrico de três rodas altamente aerodinâmico, alimentado por 34 pés quadrados de células solares, também com baterias recarregáveis.[53]
- Final de fevereiro: um estudo da Universidade de Cambridge estimou que o consumo de energia de mineração de bitcoin - na época da ordem de 100 terawatt-hora por ano - possuía uma pegada de carbono equivalente à da Argentina, um número provavelmente aumentado pelo interesse em bitcoin no início de 2021 pelas grandes instituições de Wall Street.[54]
- Março: The Guardian relatou sobre o projeto de uma "Vortex Bladeless", uma turbina cilíndrica de topo curvo cujo corpo principal oscila ressonantemente com o vento para gerar eletricidade, que ocuparia uma área muito menor do que as turbinas eólicas movidas a pás.[55]
- 18 de março: um estudo de viabilidade publicado na Nature Sustainability descreveu como a suspensão de painéis solares acima de canais de água não apenas reduz a evaporação e mitiga o uso da terra, mas aumenta a eficiência dos painéis devido ao efeito de resfriamento da água.[56]
- Relatado em 30 de março: aproveitando ventos geralmente mais fortes mais longe da costa, o primeiro parque eólico flutuante do mundo, uma instalação de 30 megawatts a 15 mi (24 km) de Aberdeenshire, Escócia,[57] quebrou recordes de produção de energia.[58]
- 31 de março: um estudo publicado no PNAS concluiu que, se os resíduos alimentares forem desviados dos aterros para evitar as emissões de metano, os combustíveis de aviação sustentáveis à base de ácidos graxos voláteis derivados de n-parafina a partir de alimentos descartados poderiam permitir uma redução de até 165% nas emissões de gases de efeito estufa relativas à combustíveis fósseis de aviação.[59]
- 9 de abril: o Fórum Econômico Mundial descreveu como as empresas podem usar microorganismos para converter CO2 em uma proteína em pó para uso na alimentação animal.[60]
- 14 de maio: um estudo publicado na Science Advances descreveu um sistema de detecção de temperatura distribuída (DTS) alcançando uma resolução vertical de ~ 0,65 m (~ 25 pol.) Ao longo de um cabo de fibra óptica, uma melhoria de duas ordens de magnitude em relação a arranjos espacialmente discretos de sensores.[61] No manto de gelo da Groenlândia, o sistema de fibra óptica descobriu uma forte heterogeneidade espacial na deformação entre e dentro de diferentes seções de gelo.[61]
- 8 de junho: um estudo publicado na Environmental Research Letters concluiu que a alcalinização artificial dos oceanos (AOA), se realizada com magnitude e duração suficientes, pode usar a tecnologia atual para reverter o impacto da acidificação global dos oceanos na Grande Barreira de Corais até que as concentrações de CO2 retornem aos valores de hoje - possivelmente séculos no futuro.[62]
- Relatórios de agosto: na primeira entrega ao cliente desse tipo na história, a empresa sueca Hybrit disse que estava entregando "aço verde" à fabricante de caminhões Volvo AB para veículos protótipos, o aço feito com eletricidade renovável e hidrogênio em vez de carvão coqueificável.[63]
- 8 de setembro: a maior usina de captura direta do ar, coletando cerca de 4.000 toneladas de CO2 por ano para armazená-lo no subsolo, começou a operar na Islândia, vendendo a compensação de carbono mais cara do mundo por quase US $ 1.400 por tonelada.[64]
- 5 de outubro: o Prêmio Nobel de Física foi concedido "pela modelagem física do clima da Terra, quantificando a variabilidade e prevendo o aquecimento global de forma confiável" para o físico atmosférico Syukuro Manabe (qye modelou uma coluna vertical de 40 km (25 mi) de altura) e Klaus Hasselmann (que desenvolveu um modelo que incorpora estocástica (sistemas caóticos) e identifica "impressões digitais" humanas em efeitos climáticos).[65]

### Ações políticas, econômicas, jurídicas e culturais
- A partir de 1 de março de 2019: as Nações Unidas declararam 2021 como o início da Década das Nações Unidas para a Restauração de Ecossistemas, com o "objetivo de apoiar e intensificar esforços para prevenir, travar e reverter a degradação dos ecossistemas em todo o mundo e aumentar a conscientização sobre a importância de restauração bem-sucedida do ecossistema".[66]
- 15 de janeiro: a France's Total - entre as principais empresas de energia da Europa que aceleraram os planos para cortar emissões e construir grandes negócios de energia renovável - tornou-se a primeira grande empresa global de energia a sair do grupo de lobby American Petroleum Institute, cujos maiores membros resistiram à pressão dos investidores para diversificar para renováveis.[67]
- 20 de janeiro: na tarde de sua posse, o presidente dos EUA, Joe Biden, assinou uma carta comprometendo novamente a nação com o acordo climático de Paris de 2015,[68] revertendo a retirada feita por Donald Trump, que entrou em vigor formalmente em 4 de novembro de 2020[69] (os EUA foram o único país do mundo não signatário do acordo[68]) O site da Casa Branca foi prontamente alterado para recitar que Biden "tomará medidas rápidas para enfrentar a emergência climática", revertendo a menção de remoção de Trump às emissões de gases de efeito estufa em seu primeiro dia no cargo em 2017.[70]
- 28 de janeiro: a General Motors disse que até 2035 encerrará a venda de todos os carros de passageiros movidos a gasolina e diesel e SUVs leves (exceto caminhões médios e pesados), e vai vender cerca de 30 tipos de veículos elétricos, e planejada parar e revisar novos arrendamentos de petróleo e gás em terras e águas federais.[71]
- Janeiro: o recém-eleito presidente dos EUA, Joe Biden, prometeu tornar elétricos os 645.000 veículos do governo federal.[72]
- Final de janeiro: a NRG Energy anunciou que fecharia indefinidamente a única instalação remanescente dos EUA para captura e armazenamento de carbono (CCS), geralmente apresentada pela indústria de combustíveis fósseis como uma tecnologia de "carvão limpo".[73]
- 1 de fevereiro: A ExxonMobil anunciou que iria investir US$3 bilhões até 2025 (cerca de 3% a 4% de seus gastos de capital anuais planejados) em tecnologias de energia de baixa emissão, principalmente projetos de captura e armazenamento de carbono - diferente da BP e da Royal Dutch Shell, que buscam renováveis.[74]
- Relatado em fevereiro: O presidente do México, Andrés Manuel López Obrador, indicou intenções de buscar projetos de combustíveis fósseis e reduzir a energia limpa, buscando a soberania energética com órgãos estatais e relegando as empresas privadas de energia limpa a um papel secundário.[75]
- 17 de fevereiro: a Ford disse que em 2026 sua divisão europeia, com 5% do mercado de automóveis de passageiros daquela região, oferecerá apenas modelos elétricos e híbridos plug-in, e em 2030 todos os seus automóveis de passageiros funcionarão exclusivamente com baterias.[76]
- 2 de março: a Volvo disse que converterá toda a sua linha em armazenamento por baterias até 2030 e os venderá exclusivamente online - não mais vendendo carros com motores de combustão interna, incluindo híbridos.[77]
- 25 de março: a Suprema Corte do Canadá decidiu constitucionalmente, a Lei de Preços de Poluição por Gases de Efeito Estufa (2018), que exigia que as províncias e territórios implementassem sistemas de precificação de gás carbônico ou adotassem um imposto pelo governo federal.[78]
- AAbril: o JPMorgan Chase estabeleceu uma meta de financiar US$2,5 trilhões nos 10 anos seguintes para combater as mudanças climáticas e promover o desenvolvimento sustentável, e o Citigroup disse que financiaria US$1 trilhão em esforços semelhantes até 2030.[79] Esse anúncio foi feito após um anúncio semelhante do Bank of America.[79]
- 22-23 de abril: começando no Dia da Terra, o presidente dos EUA, Joe Biden, organizou uma Cúpula virtual de Líderes sobre o Clima com a participação de 40 líderes mundiais, com o objetivo de retornar os EUA à liderança no esforço global para reduzir as emissões de gases de efeito estufa, que a CNN chamou de "ruptura radical" da administração Trump.[80]
- 29 de abril: O Tribunal Constitucional Federal da Alemanha decidiu por unanimidade que o governo alemão deve definir metas claras para reduzir as emissões de gases de efeito estufa após 2030, declarando que a lei existente impõe um fardo muito grande às gerações futuras para reduzir as emissões de gases de efeito estufa.[81]
- 12 de maio: A administração dos Estados Unidos concedeu a aprovação final para o primeiro parque eólico offshore de grande escala do país, a cerca de 15 milhas da costa de Martha's Vineyard, Massachusetts, que deve gerar 800 megawatts (o suficiente para abastecer cerca de 400.000 residências), com o objetivo final de implantar turbinas eólicas offshore suficientes até 2030 para abastecer 10 milhões de residências.[82] Um artigo de 7 de junho no The New York Times relatou que a Europa tinha 5.400 turbinas eólicas offshore, em comparação com sete (7) nos Estados Unidos.[83]
- 28 de maio: ações judiciais e de acionistas foram bem-sucedidas contra a Shell Oil (tribunal holandês ordenando que a Shell corte as emissões em 45% em 10 anos), Exxon-Mobil (dois candidatos ativistas do clima recebendo cargos no conselho) e Chevron (acionistas que impondo metas de emissões).[84]
- 11-13 de junho: os líderes da 47ª cúpula do G7 reafirmaram sua meta de limitar o aquecimento global a 1,5°C e prometeram cortar as emissões coletivas pela metade até 2030, mas não estabeleceram claramente um plano para arrecadar US$100 bilhões por ano para que os países mais pobres adotem fontes de energia limpa, e não concordou com um cronograma para o fim do uso do carvão para energia elétrica.[85]
- 24 de junho: o Parlamento Europeu aprovou uma lei histórica para tornar as metas de emissões de gases de efeito estufa da UE juridicamente vinculativas, estabelecendo metas para reduzir as emissões líquidas da UE em 55% até 2030 em relação aos níveis de 1990 e eliminar as emissões líquidas até 2050.[86]
- 15 de julho: o governo da Groenlândia decidiu cessar a emissão de novas licenças para exploração de petróleo e gás "com base em cálculos econômicos, mas as considerações sobre o impacto no clima e no meio ambiente também desempenham um papel central na decisão".[87]
- 18 de agosto: um estudo publicado na Nature, considerando o efeito da radiação ultravioleta no crescimento de plantas que servem como sumidouros de carbono, estimou que a proibição do Protocolo de Montreal do final dos anos 1980 de produtos químicos que destroem a camada de ozônio pode ter evitado 115-235 partes adicionais por milhão de CO2, o que pode ter levado a um aumento de 0,50-1,0 ° C na temperatura média global em 2100.[88]
- Meados de setembro: a China começou a aplicar a Emenda de Quigali (2016) ao Protocolo de Montreal, prometendo parar imediatamente de emitir HFC-23, um gás de efeito estufa 14.600 vezes mais poderoso que o dióxido de carbono.[89]
- 21 de setembro: a China anunciou que interromperá o financiamento de projetos de carvão no exterior, estimados em 54 gigawatts, o cancelamento resulta na redução de cerca de três meses de emissões globais de gases de efeito estufa.[90]
- 1–12 de novembro: Conferência das Nações Unidas sobre Mudança Climática (COP26) de 2021, adiada por um ano por causa da pandemia COVID-19, ocorre em Glasgow, Escócia,[91] resultando no Pacto Climático de Glasgow.[92]
- 10 de novembro: em um caso envolvendo mineração em uma região protegida da floresta tropical equatoriana, o Tribunal Constitucional do Equador emitiu uma decisão histórica interpretando as disposições constitucionais do país para conceder direitos e conferir proteção aos ecossistemas.[93]

### Declarações de metas de mitigação
- 27 de janeiro: o recém-eleito presidente dos Estados Unidos, Joe Biden, assinou ordens executivas destinadas a colocar o país no caminho de uma eletricidade 100% livre de carbono até 2035 e emissões líquidas de gases de efeito estufa até 2050.[72]
- Fevereiro: a IBM prometeu ter emissões líquidas zero até 2030 (cortando as emissões em 65% até 2025 em comparação com os níveis de 2010), seguindo promessas semelhantes da Microsoft (ser "carbono negativo" em 2030) e Amazon (zero líquido até 2040).[94]
- 21 de abril: os colegisladores da Lei Europeia do Clima chegaram a um acordo provisório sobre um elemento-chave do Acordo Verde Europeu, que a Comissão Europeia disse que "consagra o compromisso da UE de alcançar a neutralidade climática até 2050 e a meta intermediária de redução líquida de gases de efeito estufa emissões em pelo menos 55% até 2030, em comparação com os níveis de 1990".[95]
- 22 de abril: Na Cúpula dos Líderes do Clima de 2021 no Dia da Terra, o presidente dos EUA, Joe Biden, anunciou uma nova meta para os EUA, com o objetivo de reduzir as emissões de gases de efeito estufa em 50-52% até 2030 em relação aos níveis de 2005.[96][97]

### Declarações de metas de adaptação
- Maio: Uma pesquisa do Carbon Disclosure Project descobriu que, em 2020, cerca de 43% das 800 cidades pesquisadas (população combinada: 400 milhões) não tinham um plano de adaptação ao clima.[98]

## Consenso
- Em janeiro, o Programa de Desenvolvimento das Nações Unidas divulgou os resultados do Peoples Climate Vote (1,2 milhão de entrevistados em mais de 50 países), que descobriu que 64% disseram que a mudança climática era uma emergência.[99]
- Em junho, o Programa de Yale em Comunicação sobres Mudanças Climáticas e o Facebook Data for Good publicaram em conjunto a Opinião Pública Internacional sobre Mudanças Climáticas, descrevendo crenças, atitudes, preferências políticas e comportamentos de usuários do Facebook em 31 países e territórios em todo o mundo, incluindo conhecimentos e crenças, percebidos riscos, apoio à ação governamental, preocupações econômicas e ativismo.[100]
- 19 de outubro: com base em uma revisão de 3.000 publicações revisadas por pares escolhidas aleatoriamente de um conjunto de dados de 88.125 publicados desde 2012, um estudo publicado na Environmental Research Letters concluiu com alta confiança estatística que o consenso científico sobre as mudanças climáticas contemporâneas causadas pelo homem excede 99% na literatura científica revisada por pares.[101]

## Projeções
- 24 de janeiro, o Fórum Econômico Mundial listou os 10 principais riscos por probabilidade (clima extremo como nº 1, falha da ação climática como nº 2, dano ambiental humano como nº 3) e por gravidade (falha da ação climática como nº 2, dano ambiental humano como nº 6, condições meteorológicas extremas como # 8).[102]
- 9 de fevereiro: um artigo da Communications Earth & Environment concluiu que as reduções de emissões devem aumentar em 80% além das contribuições nacionalmente determinadas (NDCs) (de 1% para 1,8% ao ano) para atender à meta de 2°C da Convenção de Paris de 2015.[103]
- 19 de fevereiro: um estudo publicado na Geophysical Research Letters estudou dados de 1952-2011 sobre o tempo das estações e projetou que, em 2100, o verão nas latitudes médias do norte durará quase meio ano e o inverno durará menos de 2 meses.[104]
- 8 de março: um estudo publicado na Nature Geoscience concluiu que "limitar o aquecimento global a 1,5°C evitará que a maioria dos trópicos atinja um TW de 35°C (95 ° F), o limite da adaptação humana".[105]
- 16 de março: o Outlook da Agência Internacional de Energia Renovável indicou que o investimento na transição energética teria que aumentar 30% em relação ao investimento planejado, para um total de US$131 trilhões entre 2021 e 2050 - US$ 4,4 trilhões/ano - para atingir as metas de redução de 2050.[106]
- 8 de abril: um estudo publicado na Geophysical Research Letters projetou que limitar o aquecimento do século 21 a 2°C reduzirá pela metade a área da plataforma de gelo da Antártica suscetível ao colapso e desintegração, em comparação com 34% de toda perda da plataforma de gelo da Antártica projetada para 4°C aquecimento.[107]
- 9 de abril: um estudo publicado na Science Advances usou modelos climáticos de resolução mais alta que incluíam modelagem de redemoinhos oceânicos, para projetar que o aumento do nível do mar médio global no final deste século seria cerca de 25% menor do que os modelos anteriores.[108]
- 20 de abril: um estudo aceito para publicação na Environmental Research Letters concluiu que a busca imediata de todas as medidas de redução de emissão de metano atualmente disponíveis poderia evitar o aquecimento médio global adicional de 0,25°C em meados do século e definir um caminho para evitar um aquecimento superior a 0,5°C em 2100.[109]
- 22 de abril: A resseguradora suíça Swiss Re prevê que, em comparação com os níveis de crescimento sem mudança climática, o mundo terá 11-14% menos produção econômica (até US$ 23 trilhões menos, anualmente) até 2050.[110]
- 30 de abril: um estudo publicado na Science Advances projetou que o efeito de feedback positivo do rebote da crosta à medida que a camada de gelo da Antártica Ocidental derrete, pode causar uma amplificação de 18% do aumento do nível médio do mar global do século 21, e 1 metro de aumento no próximo milênio.[111]
- 5 de maio: um estudo publicado na Nature projetou que limitar o aquecimento global a 1,5°C reduziria a contribuição do gelo terrestre para o aumento do nível do mar em 2100 de 25 cm para 13 cm (de 10 para 6 pol.), com geleiras responsáveis por metade da contribuição ao aumento do nível do mar.[112]
- 5 de maio: um estudo publicado na Nature usou um modelo de plataforma de gelo calibrado por observação para projetar que, com o aquecimento global de 2°C, a perda de gelo da Antártica continuará no ritmo atual; mas as políticas atuais permitiriam um aquecimento de 3°C e dariam um salto abrupto por volta de 2060 para uma ordem de magnitude de aumento na taxa de aumento do nível do mar (para 0,5 cm/ano) até 2100.[113]
- 5 de maio: um estudo aceito para publicação na Environmental Research Letters relatou que as emissões de gases de efeito estufa aqueceram a troposfera e resfriaram a estratosfera de modo que a espessura da estratosfera encolheu ao longo de décadas e projetou um afinamento adicional de 1,3 km até 2080 se a Terra seguir um cenário RCP 6.0.[114]
- 5 de maio: A Avaliação Global de Metano do Programa das Nações Unidas para o Meio Ambiente prevê que as emissões de metano causadas pelo homem podem ser reduzidas em até 45 por cento nesta década e evitaria quase 0,3°C de aquecimento global até 2045, e pode ser consistente com a manutenção da Meta de 1,5˚C para o século.[115]
- Maio: Bloomberg NEF projetou que até 2027, os preços dos veículos elétricos movidos a bateria atingiriam a paridade de preços com os veículos com motor de combustão interna em todos os segmentos de veículos leves na Europa.[116]
- 20 de maio: um estudo publicado na Nature Communications aplicou evidências paleoecológicas (14.000-3600 anos atrás) para concluir que as áreas alpinas na verdade desenvolveram menos biodiversidade vegetal com o avanço das árvores da floresta, a simulação dos pesquisadores projetou uma diminuição substancial na biodiversidade vegetal em resposta ao aumento da linha de árvores relacionada ao aquecimento global.[117]
- 20 de maio: o Programa de Monitoramento e Avaliação do Ártico relatou modelos climáticos projetando que a probabilidade de um verão ártico sem gelo é 10 vezes maior sob um cenário de aquecimento global de 2°C em comparação com um cenário de 1,5°C.[25]
- 26 de maio: um artigo publicado em Proceedings of the National Academy of Sciences projetou que, sob o RCP 8.5 (cenário de "business as usual" - "negócios como de costume", ou seja, indiferença às mudanças), a temperatura experimentada por um ser humano médio mudará mais nas próximas décadas do que nos últimos seis milênios; o aumento médio de temperatura experimentado por humanos em 2070 chegará a cerca de 7,5°C - cerca de 2,3 vezes o aumento médio da temperatura global; e 3,5 bilhões de pessoas estarão expostas à temperatura média anual ≥29,0°C - atualmente encontrada em 0,8% da superfície terrestre global (principalmente o Saara), mas projetada para cobrir 19% da área global em 2070.[118]
- 29 de julho: um estudo publicado na Nature Communications estimou que a adição de 4.434 toneladas métricas de CO2 - as emissões ao longo da vida de 3,5 americanos médios - causarão uma morte em todo o mundo entre 2020-2100.[119] O estudo incluiu apenas impactos de mortalidade relacionados ao calor, e não impactos indiretos, como inundações, tempestades e destruição de safras.[119]
- 24 de agosto: um estudo publicado no PNAS estimou que, coletivamente, os pontos de inflexão climáticos aumentam o custo social do carbono (SCC) em cerca de 25%, e que há cerca de 10% de chance de os pontos de inflexão climáticos mais do que dobrarem o SCC.[120]

## Publicações relevantes
- WGI AR6 (9 de agosto de 2021). «Climate Change 2021 / The Physical Science Basis / Working Group I contribution to the WGI Sixth Assessment Report of the Intergovernmental Panel on Climate Change» (PDF). IPCC.ch. Intergovernmental Panel on Climate Change. Cópia arquivada (PDF) em 9 de agosto de 2021 (Full report: >250MBytes; all 3,949 pages)

Link to Summary for Policymakers (41 pages)
- Fleming, Sean (19 de janeiro de 2021). «These are the world's greatest threats in 2021». WEForum.org. World Economic Forum. Cópia arquivada em 20 de janeiro de 2021
- U.N. secretariat (26 de fevereiro de 2021). «Nationally determined contributions under the Paris Agreement — Synthesis Report (Advance Version)» (PDF). unfccc.int. United Nations. Cópia arquivada (PDF) em 26 de fevereiro de 2021
- Office of the Director of National Intelligence (março de 2021). «Global Trends 2040 - A More Contested World» (PDF). DNI.gov. National Intelligence Council. Cópia arquivada (PDF) em 11 de abril de 2021
- Zarnetske, Phoebe L.; Gurevitch, Jessica; Franklin, Janet; Groffman, Peter M.; Harrison, Cheryl S.; Hellmann, Jessica J.; Hoffman, Forrest M.; Kothari, Shan; Robock, Alan; Tilmes, Simone; Visioni, Daniele (13 de abril de 2021). «Potential ecological impacts of climate intervention by reflecting sunlight to cool Earth». Proceedings of the National Academy of Sciences (em inglês). 118 (15): e1921854118. Bibcode:2021PNAS..11821854Z. ISSN 0027-8424. PMC 8053992. PMID 33876741. doi:10.1073/pnas.1921854118
- «Global Methane Assessment / Summary for Decision Makers / Executive Summary» (PDF). UNEP.org. United Nations Environment Programme. 5 de maio de 2021. Cópia arquivada (PDF) em 10 de agosto de 2021
- «The Role of Critical Minerals in Clean Energy Transitions / World Energy Outlook Special Report» (PDF). IEA.org. International Energy Agency. Maio de 2021. Cópia arquivada (PDF) em 7 de maio de 2021
- «Net Zero by 2050 / A Roadmap for the Global Energy Sector» (PDF). IEA.org. International Energy Agency. 18 de maio de 2021. Cópia arquivada (PDF) em 18 de maio de 2021 (extract e archive thereof)
- AMAP Secretariat (20 de maio de 2021). «Arctic Climate Change Update 2021: Key Trends and Impacts / Summary for Policy Makers». AMAP.no. Tromsø, Norway: Arctic Monitoring and Assessment Programme. Cópia arquivada em 20 de maio de 2021
- Sachs, Jeffrey D.; Kroll, Christian; Lafortune, Guillaume; Fulleer, Grayson; Woelm, Finn (junho de 2021). Sustainable Development Report 2021 / The Decade of Action for the Sustainable Development Goals (PDF). Cambridge, U.K.: Cambridge University Press. ISBN 9781009106559. doi:10.1017/9781009106559. Cópia arquivada (PDF) em 23 de junho de 2021
- Ripple, William J.; Wolf, Christopher; Newsome, Thomas M.; Gregg, Jillian W.;  et al. (28 de julho de 2021). «World Scientists' Warning of a Climate Emergency 2021». BioScience. 71 (9): biab079. doi:10.1093/biosci/biab079
- Blunden, J.; Boyer, T. (agosto de 2021).  Blunden, J.; Boyer, T., eds. «State of the Climate in 2020» (PDF). Bulletin of the American Meteorological Society. 102 (8): S1–S475. Bibcode:2021BAMS..102Q...1B. doi:10.1175/2021BAMSStateoftheClimate.1 (Executive Summary)
- WMO Atlas of Mortality and Economic Losses from Weather, Climate and Water Extremes (1970–2019). Geneva: World Meteorological Organization (WMO). Agosto de 2021. ISBN 978-92-63-11267-5. Cópia arquivada em 1 de setembro de 2021 (WMO-No. 1267; 90 pp).
- «The Sixth Status of Corals of the World: 2020 Report». GCRMN.net. Global Coral Reef Monitoring Network. Outubro de 2021. Cópia arquivada em 5 de outubro de 2021
- «State of the Climate in Africa 2020 (WMO-No. 1275)». WMO.int. World Meteorological Organization. 19 de outubro de 2021. Cópia arquivada em 19 de outubro de 2021
- «National Intelligence Estimate / Climate Change and International Responses Increasing Challenges to US National Security Through 2040 (NIC-NIE-2021-10030-A)» (PDF). DNI.gov. National Intelligence Council. 21 de outubro de 2021. Cópia arquivada (PDF) em 21 de outubro de 2021
- UNEP, UNEP DTU Partnership (26 de outubro de 2021). «Emissions Gap Report 2021» (PDF). UNEP.org. United Nations Environment Programme (UNEP). Cópia arquivada (PDF) em 27 de outubro de 2021
- «State of Climate in 2021: Extreme events and major impacts (Press Release Number: 31102021)». WMO.int. World Meteorological Organization. 31 de outubro de 2021. Cópia arquivada em 31 de outubro de 2021
- Washington Post Staff (13 de novembro de 2021). «The Glasgow climate pact, annotated». The Washington Post. Cópia arquivada em 14 de novembro de 2021

## Nota
- Este artigo foi inicialmente traduzido, total ou parcialmente, do artigo da Wikipédia em inglês cujo título é «2021 in climate change».